# Wilhelm Backhaus

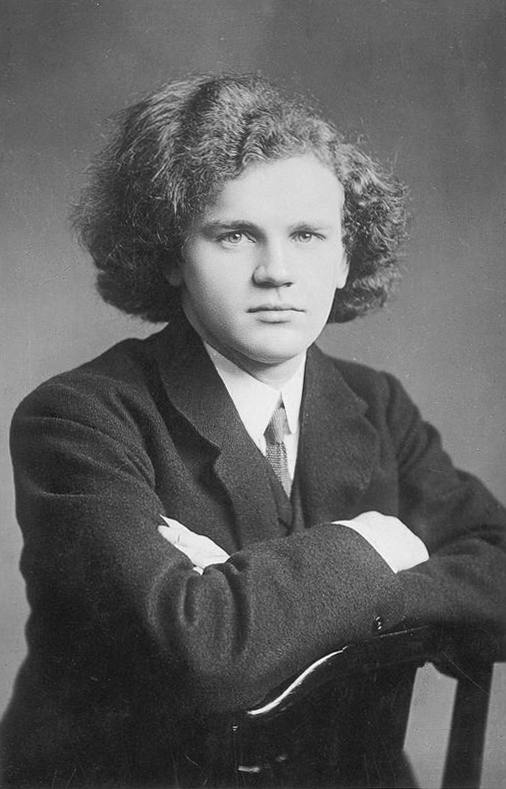
Wilhelm Backhaus, 1907

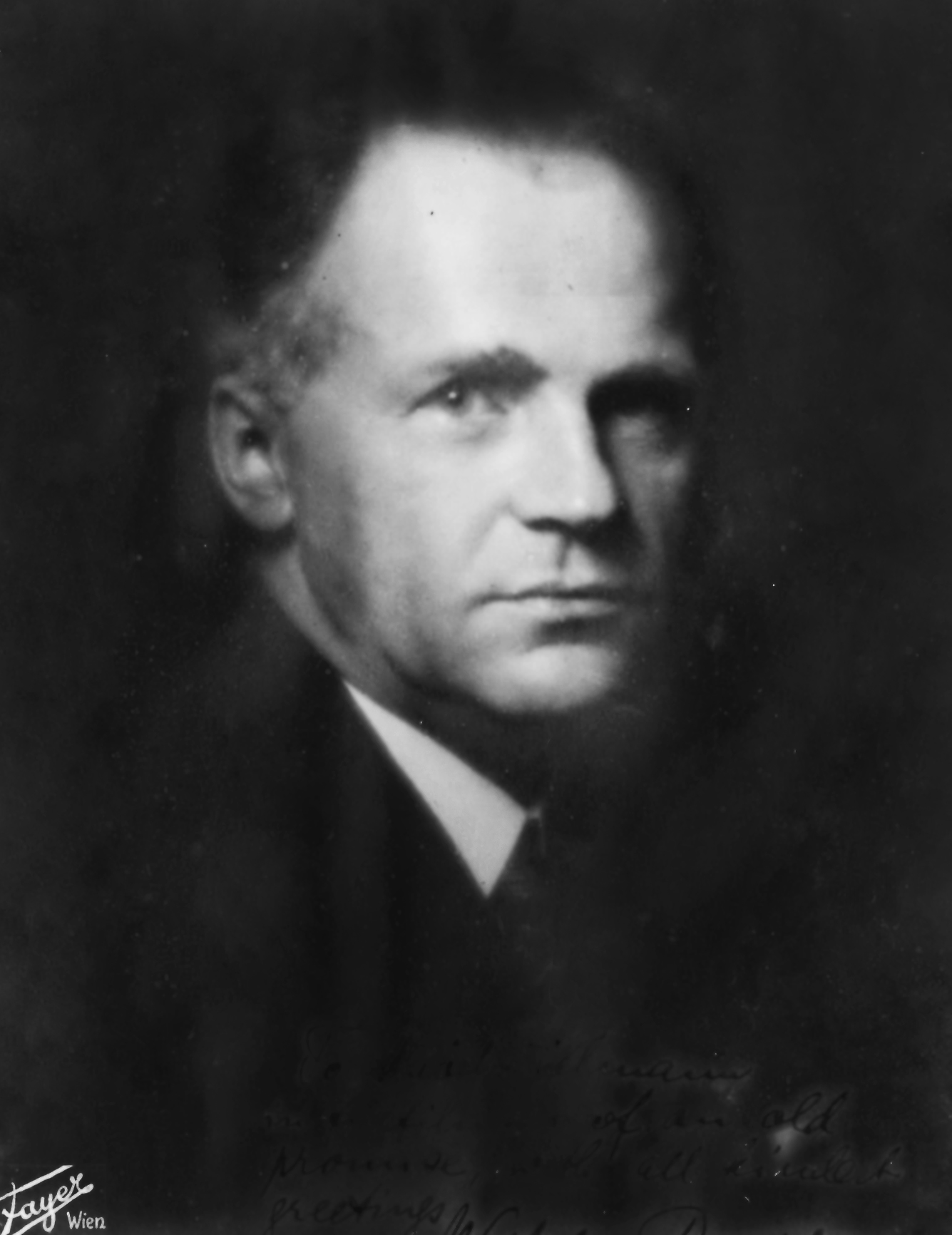
Backhaus in 1930

Wilhelm Backhaus (gespeld als Bachaus op sommige platenhoezen) (Leipzig, 26 maart 1884 - Villach, 5 juli 1969) was een Duitse pianist.

## Levensloop
Backhaus groeide op in Leipzig, waar hij het conservatorium bezocht tot 1899. Daarna nam hij privéles bij de pianist en pianodidacticus Eugen d'Albert in Frankfurt am Main. Hij maakte zijn eerste concerttour toen hij zestien jaar oud was. In 1905 won hij de Anton Rubinstein Competitie. Dat jaar behaalde Béla Bartók de tweede plaats. Hij toerde gedurende zijn gehele leven als concertpianist veel over de gehele wereld en had een hoog tempo van concerteren. In 1921 gaf hij zeventien concerten in Buenos Aires in minder dan drie weken tijd. In 1930 verhuisde hij naar Lugano en werd Zwitsers staatsburger. Hij overleed in Oostenrijk, waar hij op het punt stond een concert te geven. Backhaus was vooral bekend door zijn interpretaties van de werken van Ludwig van Beethoven en ook van vele componisten uit de romantiek, onder wie Johannes Brahms. Ook was hij geliefd als uitvoerder van kamermuziek.

## Speelstijl
Zijn speelstijl werd gekenmerkt door een moderne benadering van het klavier . Hij speelde met een heldere, duidelijke en objectieve stijl. Ondanks zijn analytische benadering van de muziek qua techniekvereisten waren zijn optredens vol gevoel qua interpretatie. Hij was een van de eerste pianisten die veel plaatopnamen maakte en had een lange carrière op het concertpodium.

## Plaatopnamen
Backhaus nam bijna de complete werken van Beethoven op de plaat op en een groot deel van het werk van Mozart en Brahms. Hij was ook de eerste die plaatopnamen maakte van de etudes van Chopin in 1928. Deze opnamen worden algemeen beschouwd als zijn beste. Backhaus speelt op de opnamen de muziek zacht en fluweelachtig, waardoor het lijkt dat de technische moeilijkheden die de muziek kent niet bestaan door de moeiteloos schijnende perfectie van de uitvoering. Een liveopname uit 1953 bevat zeven van de etudes en toont de ontwikkeling van zijn speelstijl gedurende de jaren. Zijn techniek is ongeëvenaard subliem gebleven, maar de stijl is meer relaxed en zelfverzekerd geworden en laat de muziek meer voor zichzelf spreken. Ook heeft hij de walsen van Brahms opgenomen op EMI en in de studio in 1960 nam hij alle sonates van Beethoven op, alsmede de twee pianoconcerten van Brahms op het label Decca. Ook maakte de platenmaatschappij Orfeo enkele jaren later plaatopnamen van liveconcerten waar hij Beethoven uitvoerde. Zijn kamermuziek bestrijkt opnamen van Brahms en Schubert. Tegenwoordig is veel van zijn werk ook op YouTube te beluisteren.